# Sasaki Kojirō
Sasaki Kojirō (佐々木 小次郎?   también conocido como Ganryū Kojirō) (1585-13 de abril de 1612) fue un  espadachin conocido en la cultura japonesa nacido en la prefectura de Fukui. Vivió durante el periodo Sengoku y principios del período Edo, es recordado sobre todo por su muerte, en un duelo singular que lo enfrentó contra el famoso Miyamoto Musashi en 1612.

## Estudio de las artes marciales
Aparece con el nombre de luchador Ganryū (巌 流 iluminado. "Estilo de piedra grande"), que fue también el nombre de la escuela de kenjutsu que él mismo fundó. Se dice que Kojiro estudió el Chujo-ryu de lucha con espada de la mano de Kanemaki Jisai o Seigen Toda. Seigen Toda fue un maestro de la kodachi. Si Kojiro había aprendido Chujo-ryu de Seigen, habría sido compañero de entrenamiento de su propio maestro. Debido al uso que hacía su maestro de la kodachi, Kojiro utilizaba un nodachi (katana larga) contra él. Finalmente acabaría sobresaliendo en el manejo de la katana larga, dominándola con maestría. Fue después de derrotar al hermano menor de su maestro cuando decidió irse y fundó la escuela Ganryū. El primer relato fiable que habla de él nos cuenta que en 1610, por la fama de su escuela y sus muchos exitosos duelos, incluyendo una vez cuando se defendió él solo de tres rivales con un tessen, Kojiro fue honrado por el Señor Hosokawa Tadaoki al ser nombrado supremo maestro de armas del feudo de Hosokawa, en el norte de Kyushu. Sasaki más tarde se convertiría en un gran experto en el manejo del nodachi, y utilizaba como arma principal un nodachi al que llamó ""El tendedero".

## Arma, estilo y técnica
"El tendedero", arma favorita de Kojiro durante el combate, era un nodachi de borde recto con una hoja de más de 90 cm de longitud. A modo de comparación, la longitud media de la hoja de una katana normal suele ser de 70 cm, pero rara vez más. Fue llamado el "Monohoshi Zao" ("El tendedero", a menudo traducido como "El palo de secar"). A pesar de la longitud de la espada y el peso, Kojiro adquirió una gran maestría en su manejo consiguiendo que sus golpes con el arma fueran inusualmente rápidos y precisos.
Su técnica favorita era tan respetada como temida en todo el Japón feudal. Se llamaba "Corte de la golondrina giratoria" o "Tsubame Gaeshi" (燕返し), y fue nombrada así porque simula el movimiento de la cola de la golondrina en vuelo. Parece ser que este corte era tan rápido y preciso que podía derribar a un pájaro en pleno vuelo. No tenemos descripciones directas de la técnica, pero se comparó con otras dos técnicas vigentes en aquel momento: la "Ittō-ryū's Kinshi Cho Ohken" y la "Ganryū Kosetsu To". Ambas técnicas implican un corte feroz y rápido hacia abajo e inmediatamente otro veloz hacia arriba. Así pues, el "Corte de la golondrina giratoria" ha sido reconstruido como una técnica consistente en un golpe desde arriba hacia abajo e inmediatamente después otro golpe en un movimiento hacia arriba desde abajo. La segunda fase del ataque podría ser desde abajo hacia la parte de atrás y luego hacia arriba en un cierto ángulo, como un águila al subir de nuevo después de haber descendido sobre su presa.

## Edad
Durante largo tiempo Sasaki Kojiro fue rival de Miyamoto Musashi, y es considerado el rival más difícil al que Musashi se haya enfrentado jamás.
Existen varios registros sobre el duelo que ambos sostuvieron, que varían en algunos detalles, excepto en los elementos esenciales, tales como la derrota de Kojiro.
La edad de Kojiro es especialmente incierta. La "Nitenki" dice que durante su infancia.
"... Recibió la instrucción de Toda Seigen, un maestro de la escuela de la espada corta, y fue compañero de entrenamiento de su maestro, el cual le superaba en el manejo de la espada larga. Después de haber derrotado al hermano menor de su maestro lo dejó y viajó por varias provincias de Japón. Fundó su propia escuela, que fue llamada Ganryu."
El relato del "Nitenki" inicialmente parece digno de confianza, hasta que dice que la edad de Kojiro en el momento del duelo era de 18 años de edad. Sin embargo se sabe que dos años antes había sido supremo maestro de armas del reino Hosokawa, lo cual implica que había llegado a esa posición a la edad de 16 años, lo cual resulta extremadamente improbable. Una complicación adicional es que Toda Seigen murió en la década de 1590. La falta de fiabilidad de las fuentes en cuanto a la edad de Kojiro hace que su edad varíe en cualquier momento desde los 20 años hasta unos 50 años como máximo. Más aún, una serie de estudiosos sostienen que la identificación de Seigen como profesor de Kojiro es un error, y que fue entrenado en realidad por un estudiante de Seigen, Kanemaki Jisai.

## El duelo final

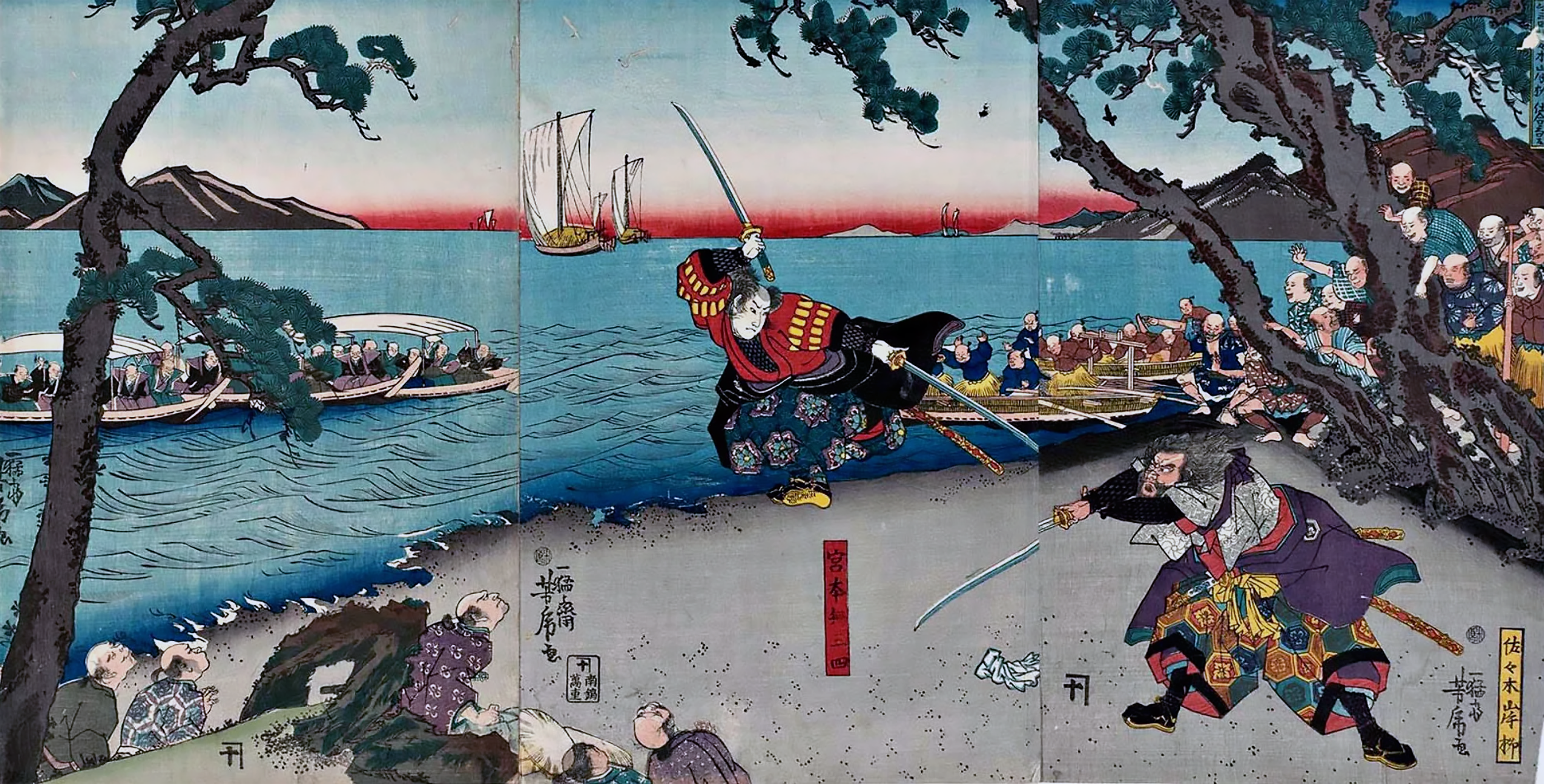
Sasaki Kojiro (a la derecha) ataca a Miyamoto Musashi en las costas de la Isla de Ganryū.

Al parecer, el joven Musashi (en ese momento tenía alrededor de 29 años de edad) había oído hablar de la gran fama de Kojiro y pidió al Señor Hosokawa Tadaoki (a través de la mediación de Nagaoka Sado Okinaga, un vasallo principal de Hosokawa) organizar un duelo entre él y Kojiro. Hosokawa accedió y puso la hora y el lugar: el 13 de abril de 1612, en la relativamente remota isla de Ganryujima de Funashima (el estrecho entre Honshu y Kyushu). Probablemente el combate fue programado en un lugar tan remoto porque en ese momento Kojiro tenía muchos estudiantes y discípulos, y de haber perdido Kojiro, probablemente habrían intentado matar a Musashi para vengarse.
Según la leyenda, Musashi llegó en un bote y con más de tres horas de retraso a propósito con el fin de poner nervioso psicológicamente a su oponente (una táctica utilizada por él en anteriores ocasiones, como durante su serie de duelos con los espadachines Yoshioka). Desembarcó en la playa donde Kojiro lo esperaba. Llevaba sólo su wakizashi consigo pero durante el trayecto en bote había pulido un remo con ayuda de su arma para usarlo en el duelo. El remo acabó convertido en un bokken con una longitud superior a la media, conocido como suburitō.
Según una versión de la leyenda, al llegar, provocó a Kojiro burlándose de él. Cuando este atacó, el golpe le pasó tan cerca a Musashi que cortó su hachimaki. A lo largo del combate Kojiro se acercó a la victoria en varias ocasiones hasta que, al parecer, cegado por la puesta de sol que tenía lugar detrás de Musashi, Musashi le golpeó en el cráneo con su largo bokken.
Otra versión de la leyenda cuenta que cuando por fin llegó Musashi, Kojiro gritó insultos contra él, pero Musashi sólo sonrió. Enojado más aún, Kojiro entró en combate cegado por la rabia. Kojiro intento su famosa técnica "Corte de la golondrina giratoria", pero el bokken de gran tamaño de Musashi golpeó primero a Kojiro, lo que le hizo caer antes de que pudiera ejecutar todo el movimiento. Musashi le rompió la costilla izquierda a Kojiro perforando sus pulmones y matándolo. Musashi entonces rápidamente se retiró a su bote y se alejó navegando. Éste fue el último duelo mortal de Musashi.
Una teoría dice que Musashi ajustó la hora de su llegada para que coincida con el cambio de la marea. Esto sería porque esperaba ser perseguido por los partidarios de Sasaki en el caso de una victoria. La marea lo llevó a la isla y en el momento en que la pelea terminó volvió rápidamente a embarcar, de modo que su huida en la embarcación fue ayudada por la marea.

## En la cultura popular
En el manga Baki Dou aparece como un recuerdo de Musashi, diciendo que Kojiro era relativamente buen rival pero que no fue la gran cosa.
El duelo entre Mushashi y Kojirō ha sido reflejado muchas veces en la cultura japonesa.
En la novela visual Fate/stay night, el sirviente Assasin es Sasaki Kojirō.
En los videojuegos de KOEI (Samurai Warriors) es un personaje jugable y utiliza un Nodachi, espada japonesa muy larga.
En el manga Vagabond aparece como uno de los personajes, aunque el autor lo presenta como un sordomudo; esta es una adaptación un tanto arbitraria.
En la serie de animación Yaiba aparece como uno de los personajes principales junto con un anciano Musashi.
La pelea de Musashi y Kojiro inspiró al mangaka Nobuhiro Watsuki para hacer la batalla final de su obra Rurouni Kenshin (1994) de su acto final. Llamada "Jinchu", esta batalla se realizó entre el personaje principal, el vagabundo Himura Kenshin y su enemigo, el líder de la mafia china, Yukishiro Enishi, hermano de su fallecida esposa a quien mató por accidente. Dicha batalla se realizó en la playa cerca de una isla. Himura igual que Musashi llegaron en barco y se encontraba con Yukishiro, quien tenía secuestrada a su pareja, Kamiya Kaoru. Esto, ante personas allí presentes.
El arma de Himura era una espada de filo invertido, mientras que la de Yukishiro era una enorme tachi.
Posteriormente los productores de la OVA Seisohen (2007), obra basada en el manga de Watsuki, también tomaron esta escena de referencia, haciendo aún más parecida la llegada del personaje a la isla.
En la serie de animación Pokémon Kojiro es el nombre de uno de los principales antagonistas (siendo conocido internacionalmente como James) junto a Musashi (Jessie).
En la serie Kamen Rider Ghost, uno de los primeros Ganmas potenciados, el Katana Ganma, está basado en Kojiro, siendo incluso derrotado por Kamen Rider Ghost con una forma basada en el espíritu de Musashi.
En el juego Brave Fencer Musashi (1998) de la consola PlayStation (PSX), Kojiro se presenta como el mayor rival y antagonista de Musashi.
En el manga Shuumatsu no Valkyrie (2017) aparece como el tercer combatiente a favor de la humanidad; Luchando contra Poseidón.
Se menciona su muerte a manos del gran Miyamoto Musashi, después de su ascensión siguió entrenando hasta volverse inigualable bajo los cielos, es nombrándolo como "El primero bajo el Sol" ya que después de su muerte continuó puliendo su espada, además de tener el título de "El perdedor más grande de la historia" debido a que según la narrativa de la obra Kojirō nunca tuvo una victoria contra sus oponentes.
En el manga Tenkaichi: Nihon Saikyō Bugeisha Ketteisen es uno de los participantes del Torneo, en el manga se le representa como un joven con rasgos afeminados, ostenta el título de "La marioneta asesina", se enfrenta a Hattori Hanzō.
- Datos: Q549737
- Multimedia: Sasaki Kojiro / Q549737